# 佐藤華純
佐藤 華純（さとう かすみ、2001年10月15日 - ）は、日本の女子バスケットボール選手である。ポジションはシューティングガード。Wリーグの富士通レッドウェーブ所属。

## 来歴
アメリカ・ペンシルベニア州にてアメリカ人の父と日本人の母の間に生まれる。幼稚園から毎週日本語補習校で日本語を学び、毎夏を日本で過ごしていた。
シカゴ大学でNCAAトーナメントに出場し、3年時には17点差をひっくり返して「Sweet16」進出。
2025年6月、富士通レッドウェーブに加入。